# Cupa Asociațiunii Române de foot-ball 1910/11
Die Cupa Asociațiunii Române de foot-ball 1910/11 war das 2. Turnier in der Geschichte der rumänischen Fußballmeisterschaft. Die insgesamt vier Spiele des Wettbewerbs, der auch unter dem Namen Cupa Hans Herzog bekannt war, wurden zwischen dem 17. Oktober 1910 und dem 20. Februar 1911 ausgetragen.
| Pl. | Verein             | Sp. | S | U | N | Tore    | Quote | Punkte |
| --- | ------------------ | --- | - | - | - | ------- | ----- | ------ |
| 1.  | Olympia Bukarest   | 3   | 2 | 1 | 0 | 007:300 | 2,33  | 05:10  |
| 2.  | United Ploiești    | 3   | 1 | 1 | 1 | 006:700 | 0,86  | 03:30  |
| 3.  | Colentina Bukarest | 2   | 0 | 0 | 2 | 003:600 | 0,50  | 0:40   |

|                    | OLY | UTD | COL |
| Olympia Bukarest   |     | 1:1 | 2:1 |
| United Ploiești    | 1:4 |     | 4:2 |
| Colentina Bukarest | –   | –   |     |